# Rotala serpyllifolia
Rotala serpyllifolia är en fackelblomsväxtart som först beskrevs av Albrecht Wilhelm Roth, och fick sitt nu gällande namn av Cornelis Eliza Bertus Bremekamp. Rotala serpyllifolia ingår i släktet Rotala och familjen fackelblomsväxter. Inga underarter finns listade i Catalogue of Life.